# Energia ciclònica acumulada
Energia ciclònica acumulada (conegut, amb l'acrònim anglès, ACE) és una mesura utilitzada per l'Administració Nacional Oceànica i Atmosfèrica (NOAA) per expressar l'activitat tant d'un cicló tropical com d'una temporada de ciclons tropicals concreta. Específicament, és utilitzat en les diferents temporades d'huracans de l'Atlàntic Nord. Utilitza una aproximació de l'energia eòlica que utilitza un sistema tropical durant el seu cicle de vida i es calcula cada període de sis hores. L'ACE d'una temporada és la suma de les ACE de cada tempesta i té en compte el nombre, la força i la durada de totes les tempestes tropicals de la temporada. El registre històric més alt d'ACE a tot el món va ser el de l'huracà Ioke l'any 2006 i es va xifrar en 82.

## Càlcul
L'ACE d'una temporada es calcula sumant la diferent velocitat sostinguda màxima estimada al quadrat de cada tempesta tropical activa (amb una velocitat del vent de 65 km/h o superior) en intervals de sis hores. Atès que el càlcul és mesura en intervals de sis hores des d'un punt d'inici, la convenció és usar 0000, 0600, 1200 i 1800 UTC. En cas que una tempesta s'allargués durant dos anys diferents, ACE de la tempesta és comptabilitzat per a la temporada de l'any de formació. Els resultats es divideixen normalment entre 10.000 per fer-los més manejables. La unitat de mesura de l'ACE és el 104 kn². Per tant:
{\displaystyle {\text{ACE}}=10^{-4}\sum v_{\max }^{2}}
tal que vmax és la velocitat sostinguda de vent estimada en nusos.
Kinetic energy is proportional to the square of velocity, and by adding together the energy per some interval of time, the accumulated energy is found. As the duration of a storm increases, more values are summed and the ACE also increases such that longer-duration storms may accumulate a larger ACE than more-powerful storms of lesser duration. Although ACE is a value proportional to the energy of the system, it is not a direct calculation of energy (the mass of the moved air and therefore the size of the storm would show up in a real energy calculation).
A related quantity is hurricane destruction potential (HDP), which is ACE but only calculated for the time where the system is a hurricane.